# Historia de un clan
Historia de un clan és una minisèrie argentina, transmesa per Telefe, i per la cadena TNT per a la resta d'Amèrica Llatina. Basada en la història verídica d'Arquimedes Puccio, i protagonitzada per Alejandro Awada i Chino Darín. Va sortir a l'aire per primera vegada el 9 de setembre de 2015, a les 23.00 de l'Argentina, i el 10 de setembre a nivell internacional. Va consistir d'11 capítols. Al desembre de 2018, la sèrie es va tornar a emetre per l'emissora estatal Televisión Pública Argentina.

## Argument
Els Puccio són en aparença una família com qualsevol altra: Arquimedes (Alejandro Awada), el pare, té un pla entre mans, per al qual necessita l'ajuda de la seva família. És així com reuneix els seus fills, Alejandro (Chino Darín) i Daniel (Nazareno Casero), perquè l'ajudin a dur a terme l'empresa. La casa d'Arquimedes es convertiria en el centre d'operacions, mantenint una vida de contrastos. La història conta l'organització familiar del delicte, les connexions d'Arquimedes Puccio amb altres bandes delictives i la innocència insostenible d'aquest relat basat en fets reals.

## Repartiment
Nota: Els noms dels personatges exceptuant la família Puccio i Mónica Sörvick van ser canviats per motius dramatúrgics, els noms reals es troben entre parèntesis.
- Alejandro Awada - Arquímed - Puccio (†)
- Chino Darín - Alejandro "Alex" Puccio (†)
- Cecilia Roth - Epifanía Ángel - Calvo de Puccio
- Nazareno Casero - Daniel Arquímed - "Maguila" Puccio
- María Soldi - Silvia Inés Puccio
- Rita Pauls - Adriana Claudia Puccio
- Justina Bustos - Mónica Sörvick
- Tristán - Coronel Franco (Rodolfo Franco) (†)
- Pablo Cedrón (†) - Labarde (Guillermo Fernández Laborde)
- Gustavo Garzón - Rojas (Roberto Díaz)
- Victoria Almeida - María Belén (Cecilia Demargazzo)
- Laura Laprida - Paula (Isabel Menditeguy)
- Matías Mayer - Federico "Fede" Olsen (Ricardo Manoukian) (†)
- Benjamín Alfonso - Juani
- Oscar Ferrigno - Padre de Federico
- Marcela Guerty - Madre de Federico
- Martín Slipak - Franco Rizzo (Eduardo Aulet) (†)
- Guadalupe Docampo - Adela Pozzi (Rogelia Pozzi)
- Enrique Liporace - Gustavo Bonomi (Gustavo Contepomi) (†)
- Jean Pierre Noher - Roberto Rizzo (Florencio Aulet)
- Tina Serrano - Aurelia (María Esther Aubone)
- Patricio Aramburu - Emir Seguel (Emilio Naum) (†)
- Bárbara Lombardo - Juliana (Alicia Betti)
- Nicolás Condito - Tomás
- Verónica Llinás - Angélica Bolena (Nélida Bollini de Prado)
- Esteban Meloni - Marco
- Coraje Ábalos - Lucas
- Fabián Arenillas - Comisario
- Abel Ayala - Rodolfo

## Fitxa tècnica
- Producció: Sebastián Ortega
- Autors: Luis Ortega – Javier Van de Couter – Pablo Ramos
- Coautor: Martín Méndez
- Assessor Autoral: Rodolfo Palacios
- Direcció de Fotografia: Sergio Dotta
- Direcció artística: Julia Freid
- Vestuari: Andrea Duarte
- Cap de Maquillatge i Pentinat: Andy Sanzo
- Tema Musical Original: Daniel Melingo - «Fantasma Ejemplar», autor Luis Ortega
- Musicalització: Elvio Gómez
- So Directe: Victoria Franzan
- Post-Producció de So: Natalia Toussaint
- Coordinació de Producció: Andrea Ganassa
- Coordinació de Post-Producció: Fabricio Rodríguez
- Muntatge: Guille Gatti (EDA)
- Assistent de Direcció: Estela Cristiani – Felicitas Soldi
- Producció Executiva: Leandro Culell – Pablo Flores
- Productor Associat: Grupo Crónica
- Productor General: Pablo Culell
- Director: Luis Ortega

## Premis i nominacions
| Premi                                             | Cerimònia                 | Categoria                                   | Nominats                                     | Resultat  | Ref.  |
| ------------------------------------------------- | ------------------------- | ------------------------------------------- | -------------------------------------------- | --------- | ----- |
| Premis Ondas                                      | 24 de novembre de 2015    | Esment d'Honor                              | Historia de un clan                          | Guanyador | [ 3 ] |
| Premis Tato                                       | 2 de desembre de 2015     | Programa de l'any                           | Historia de un clan                          | Guanyador | [ 4 ] |
| Premis Tato                                       | 2 de desembre de 2015     | Millor ficció unitari                       | Historia de un clan                          | Guanyador | [ 4 ] |
| Premis Tato                                       | 2 de desembre de 2015     | Millor producció                            | Historia de un clan                          | Guanyador | [ 4 ] |
| Premis Tato                                       | 2 de desembre de 2015     | Millor actriu protagonista                  | Cecilia Roth                                 | Nominat   | [ 4 ] |
| Premis Tato                                       | 2 de desembre de 2015     | Millor actor protagonista                   | Alejandro Awada                              | Guanyador | [ 4 ] |
| Premis Tato                                       | 2 de desembre de 2015     | Millor actor protagonista                   | Chino Darín                                  | Nominat   | [ 4 ] |
| Premis Tato                                       | 2 de desembre de 2015     | Millor actriu de repartiment                | Verónica Llinás                              | Guanyador | [ 4 ] |
| Premis Tato                                       | 2 de desembre de 2015     | Millor actor de repartiment                 | Nazareno Casero                              | Guanyador | [ 4 ] |
| Premis Tato                                       | 2 de desembre de 2015     | Revelació                                   | Matías Mayer                                 | Nominat   | [ 4 ] |
| Premis Tato                                       | 2 de desembre de 2015     | Millor direcció en ficció                   | Luis Ortega                                  | Guanyador | [ 4 ] |
| Premis Tato                                       | 2 de desembre de 2015     | Millor guió en ficció                       | Pablo Ramos Javier Van de Couter Luis Ortega | Guanyador | [ 4 ] |
| Premis Tato                                       | 2 de desembre de 2015     | Millor cortina musical                      | Luis Ortega Daniel Meligno                   | Nominat   | [ 4 ] |
| Premis Tato                                       | 2 de desembre de 2015     | Millor art en ficció                        | Julia Freid                                  | Guanyador | [ 4 ] |
| Premis Tato                                       | 2 de desembre de 2015     | Millor vestuari en ficció                   | Andrea Duarte                                | Guanyador | [ 4 ] |
| Premis Tato                                       | 2 de desembre de 2015     | Millor direcció de fotografia               | Sergio Dotta                                 | Guanyador | [ 4 ] |
| Premis Tato                                       | 2 de desembre de 2015     | Millor edició en ficció                     | Guille Gatti Fabricio Rodríguez              | Guanyador | [ 4 ] |
| Festival Internacional de Programas Audiovisuales | 19 al 24 de gener de 2016 | FIPA d'Or a la Millor Sèrie                 | Historia de un clan                          | Guanyador | [ 5 ] |
| Festival Internacional de Programas Audiovisuales | 19 al 24 de gener de 2016 | Millor música original                      | Luis Ortega y Daniel Melingo                 | Guanyador | [ 5 ] |
| Premis Martín Fierro                              | 15 de maig de 2016        | Millor Unitari iy/o Minisèrie               | Historia de un clan                          | Guanyador | [ 6 ] |
| Premis Martín Fierro                              | 15 de maig de 2016        | Millor actor d'unitari i/o minisèrie        | Alejandro Awada                              | Guanyador | [ 6 ] |
| Premis Martín Fierro                              | 15 de maig de 2016        | Millor actor d'unitari i/o minisèrie        | Chino Darín                                  | Nominat   | [ 6 ] |
| Premis Martín Fierro                              | 15 de maig de 2016        | Millor actriu d'unitari i/o minisèrie       | Cecilia Roth                                 | Nominat   | [ 6 ] |
| Premis Martín Fierro                              | 15 de maig de 2016        | Millor actor de repartiment                 | Nazareno Casero                              | Nominat   | [ 6 ] |
| Premis Martín Fierro                              | 15 de maig de 2016        | Millor actor de repartiment                 | Tristán                                      | Guanyador | [ 6 ] |
| Premis Martín Fierro                              | 15 de maig de 2016        | Millor actriu de repartiment                | Verónica Llinás                              | Guanyador | [ 6 ] |
| Premis Martín Fierro                              | 15 de maig de 2016        | Revelació                                   | María Soldi                                  | Nominat   | [ 6 ] |
| Premis Martín Fierro                              | 15 de maig de 2016        | Revelació                                   | Rita Pauls                                   | Nominat   | [ 6 ] |
| Premis Martín Fierro                              | 15 de maig de 2016        | Millor autor/llibretista                    | Javier van de Couter i Pablo Ramos           | Guanyador | [ 6 ] |
| Premis Martín Fierro                              | 15 de maig de 2016        | Millor director                             | Luis Ortega                                  | Guanyador | [ 6 ] |
| Premis Martín Fierro                              | 15 de maig de 2016        | Millor cortina musical                      | Fantasma ejemplar                            | Nominat   | [ 6 ] |
| Premis Martín Fierro                              | 15 de maig de 2016        | Millor producció integral                   | Historia de un clan                          | Nominada  | [ 6 ] |
| Premis Cóndor de Plata                            | Junio de 2016             | Millor Audiovisual per Plataformes Digitals | Historia de un clan                          | Guanyador | [ 7 ] |
| Premis Notirey                                    | 30 d'octubre de 2016      | Millor producción                           | Historia de un clan                          | Nominat   | [ 8 ] |
| Premis Notirey                                    | 30 d'octubre de 2016      | Revelació Masculina                         | Benjamín Alfonso                             | Guanyador | [ 8 ] |
| Premis Notirey                                    | 30 d'octubre de 2016      | Revelació Masculina                         | Matías Mayer                                 | Nominat   | [ 8 ] |
| Premis Notirey                                    | 30 d'octubre de 2016      | Revelació Femenina                          | Rita Pauls                                   | Nominada  | [ 8 ] |
| Premis Notirey                                    | 30 d'octubre de 2016      | Actor protagonista                          | Chino Darín                                  | Guanyador | [ 8 ] |
| Premis Notirey                                    | 30 d'octubre de 2016      | Actor protagonista                          | Alejandro Awada                              | Guanyador | [ 8 ] |